# ميرتشا بوغدان
ميرتشا بوغدان هو منافس ألعاب قوى روماني، ولد في 6 مايو 1982.

## وصلات خارجية
- ميرتشا بوغدان على موقع الاتحاد الدولي لألعاب القوى (الإنجليزية)